# أرجمون أصفر

أرجمون أصفر أو خشخاش شائك أصفر (الاسم العلمي:Argemone ochroleuca) هو نوع من النباتات يتبع جنس الأرجمون من الفصيلة الخشخاشية.